# Мухика, Эдвард
Эдвард Хосе Мухика (исп. Edward José Mujica; 10 мая 1984, Валенсия, Карабобо) — венесуэльский бейсболист, релиф-питчер. 

## Карьера
Был подписан «Индейцами» как свободны агент, в драфте не участвовал. Был одним из самых перспективных питчеров в системе «Индианс». Играл там в основном клоузера.
21 июня 2006 года дебютировал в МЛБ в поединке против «Кабс». Вышел реливером, уже после 2.1 иннинга вместо провалившего игру Сиси Саббатии, провёл 2.2 иннинга и не пропустил ни одного игрока на базу. Игра, впрочем, доиграна не была и завершилась после 7 иннинга со счётом 2-9.
Сезон 2007 провёл между майнор-лигой и МЛБ, получив травму, пропустил большую часть сезона. Неудачно провёл сезон 2008 года, имея 6.75 ERA и упустив две возможности для сейва.
1 апреля 2009 года обменян в «Падрес» за денежную компенсацию. Эдварду доверяли играть в «Сан-Диего», он имел неплохой ERA, и мог подменить травмированного стартера или клоузера.
После сезона 2010 года был обменян в «Марлинс» вместе с Райаном Веббом на Кэмерона Мэйбина. Сезон 2011 года был самым удачным для него. Выходя реливером в 67-ми поединках, он имел 9-6 побед-поражений и 2.96 ERA.
31 июля 2012 года был обменян в «Сент-Луис Кардиналс» на Зака Кокса. 1 августа дебютировал в «Сент-Луисе» в поединке против «Рокиз». Вышел начальным реливером, сменив Джейка Уэстбрука, отподавал 1 иннинг, не пропустив ни одного хита. В том году он первый раз сыграл в Постсезоне.
5 декабря 2013 года подписал 2-летний контракт с действующим чемпионом МЛБ, «Бостон Ред Сокс»

## Стиль подач
Имеет два основных типа подач — 4-seem фастбол (90-93 мили в час) и сплиттер (86-89 вили в час). Также использует слайдер, редко подаёт 2-seem фастбол и каттер. Для праворуких отбивающих сплиттер используется при двух страйках. Слайдер используется только для праворуких бэттеров, тогда же используется 2-seem и каттер.